# Carex gaudiniana
Carex gaudiniana är en halvgräsart som beskrevs av Guthnick. Carex gaudiniana ingår i släktet starrar, och familjen halvgräs. Inga underarter finns listade i Catalogue of Life.